# Pietro De Santis
Pietro De Santis (Lecce, 29 giugno 1927 – Lecce, 10 aprile 2009) è stato un calciatore italiano, di ruolo attaccante.

## Carriera
Ha giocato in Serie A con  Palermo e Lucchese tra il 1948 e il 1951. Il suo esordio nel massimo campionato risale al 19 settembre 1948 in Fiorentina-Palermo 0-3. Ha giocato anche con Nuorese, Catanzaro, Campobasso, Lecce e Juventina Lecce. Del Lecce è il secondo migliore marcatore in Serie B dopo Massimo Coda, avendo segnato 36 reti. 
Vanta anche una presenza con la nazionale B (ad Atene il 25 maggio 1949) e 3 presenze nella nazionale militare nella stagione 1951-1952.
È stato il primo calciatore leccese a vestire una maglia azzurra.

## Palmarès

### Giocatore

#### Competizioni nazionali
- IV Serie: 1

Lecce: 1956-1957